# 25 tháng 10
Ngày 25 tháng 10 là ngày thứ 298 (299 trong năm nhuận) trong lịch Gregory. Còn 67 ngày trong năm.

## Sự kiện
- 1415 – Chiến tranh Trăm Năm: quân Anh giành thắng lợi quyết định trước quân Pháp trong trận Agincourt tại đông bắc Pháp.
- 1671 – Nhà thiên văn học Giovanni Domenico Cassini phát hiện vệ tinh Iapetus của sao Thổ.
- 1760 – George III kế vị ông nội là George II làm quốc vương của Anh và tuyển hầu tước của Hannover.
- 1854 – Chiến tranh Krym: quân Nga giao tranh với quân Anh-Ottoman-Pháp trong trận Balaclava.
- 1945 – Nghi lễ tiếp nhận quân Nhật Bản tại Đài Loan đầu hàng được tiến hành tại Đài Bắc, Chính phủ Quốc dân Trung Hoa Dân Quốc tiếp quản Đài Loan.
- 1971 – Đại hội đồng Liên Hợp Quốc thông qua Nghị quyết 2758, trục xuất đại diện của Trung Hoa Dân Quốc và trao vị trí thành viên của Trung Quốc cho Cộng hòa Nhân dân Trung Hoa.
- 1983 – Hoa Kỳ cùng các đồng minh Caribe của mình xâm chiếm Grenada.
- 1997 – Sau cuộc nội chiến ngắn ngủi đẩy Tổng thống Pascal Lissouba khỏi thủ đô Brazzaville, Denis Sassou Nguesso tuyên bố bản thân là tổng thống của Cộng hòa Congo.
- 2001 – Hệ điều hành máy tính cá nhân Windows XP được phát hành rộng rãi (GA).
- 2010 – Động đất ngoài khởi đảo Sumatra khiến hơn 400 người thiệt mạng.
- 2021 – Đảo chính Sudan (Tháng 10 năm 2021).

## Sinh
- 1276 – Trần Anh Tông, vua thứ tư của nhà Trần (m. 1320)
- 1746 – Ngô Thì Nhậm, tự Hy Doãn, hiệu Đạt Hiên, con của Ngô Thì Sĩ (m. 1803)
- 1811 – Evariste Galois, nhà toán học người Pháp (m. 1832)
- 1813 – Nguyễn Phúc Mão, tước phong Từ Sơn công, hoàng tử con vua Gia Long (m. 1868).
- 1825 – Johann Strauß II, nhạc sĩ người Áo (m. 1899)
- 1834 – Nguyễn Phúc Hồng Tố, tước phong Hoằng Trị vương, hoàng tử con vua Thiệu Trị (m. 1922).
- 1838 – Georges Bizet, nhạc sĩ người Pháp (m. 1875)
- 1881 – Pablo Picasso, họa sĩ và nhà điêu khắc người Tây Ban Nha (m. 1973)
- 1977 – Birgit Prinz, cầu thủ bóng đá người Đức
- 1984 – Katy Perry, ca sĩ người Mỹ
- 1998 – Lee Know, ca sĩ, nhạc sĩ, rapper, vũ công, người mẫu, thành viên nhóm nhạc nam Stray Kids

## Mất
- 1459 - Lê Nhân Tông, vua triều Lê (s. 1441)